# فوق روانکاری

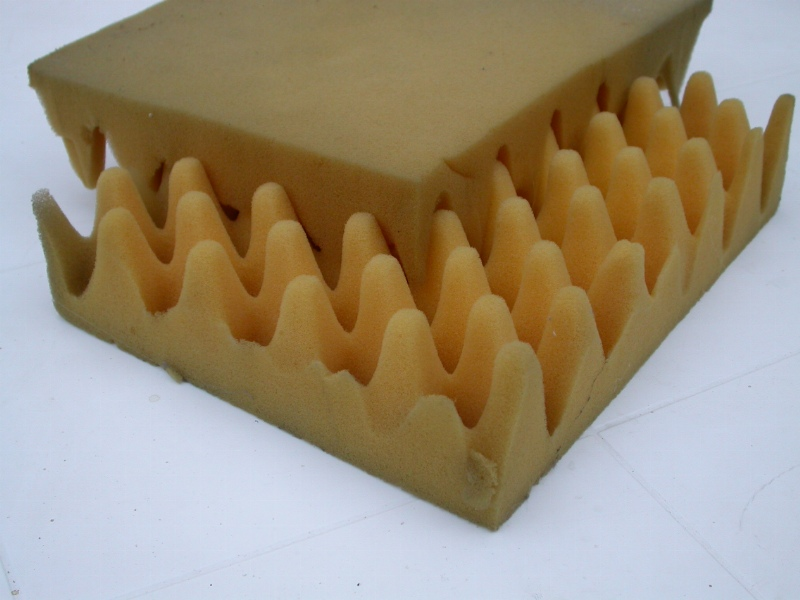
فوم در کارتن تخم مرغ که ساختار سطح اتمی گرافیت را شبیه‌سازی می‌کند، به دلیل تراز بودن در این عکس، قابل مقایسه است.

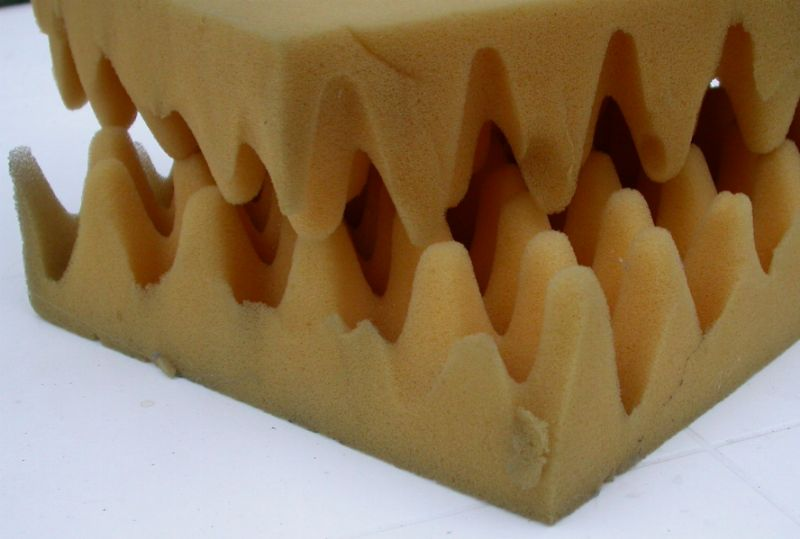
به دلیل پیچ خوردگی غیرقابل مقایسه است، بنابراین دره‌ها و تپه‌ها در یک صف قرار نمی‌گیرند.

فوق روانکاری یک الگوی حرکتی است که در آن اصطکاک کامل یا تقریباً از بین می‌رود. مشخص نیست که سطح اصطکاک «کاملاً بدون اصطکاک» چیست، که اصطلاح فوق روانکاری را کاملاً بسیار مبهم می‌کند. به عنوان یک تعریف ساده و موقت، یک ضریب اصطکاک جنبشی کمتر از ٠/٠١ را می‌توان به عنوان این تعریف، اتخاذ کرد. این تعریف همچنین نیاز به بحث و توضیح بیشتر دارد. در واقع می‌توان از این اصطکاک در مقابل نیروی ناشی از وزن جسم صرف نظر کرد.
فوق روانکاری ممکن است هنگامی رخ دهد که دو سطح بلوری در تماس خشک و به صورت تحلیل ابعادی روی یکدیگر بلغزانند. این اثر که روانکاری ساختاری نیز نامیده می‌شود، در سال ۱۹۹۱ پیشنهاد شد و در سال ۲۰۰۴ با دقت زیادی بین دو سطح گرافیت تأیید شد. اتمهای موجود در گرافیت به صورت شش ضلعی قرار داده می‌شوند و یک منظره تپه ای و دره ای اتمی را تشکیل می‌دهند که شبیه جعبه تخم مرغ است. هنگامی که دو سطح گرافیت در رجیستری باشند (هر ۶۰ درجه)، نیروی اصطکاک زیاد است. وقتی دو سطح خارج از رجیستر چرخانده می‌شوند، اصطکاک تا حد زیادی کاهش می‌یابد. این مانند دو جعبه تخم مرغ است که وقتی «نسبت به یکدیگر» پیچ خورده‌اند، راحت تر می‌توانند روی یکدیگر بلغزانند. 
در اینجا نیز پدیده پایین بودن ضریب اصطکاک را در اجسام مشاهده میکنیم که با تعریف اولیه این پدیده مطابقت دارد.
مشاهده فوق روانکاری در ساختارهای گرافیت در مقیاس کوچک در سال ۲۰۱۲ گزارش شد با برش یک گرافیت مربع مس چند میکرومتر عرض، و مشاهده جمع شدن لایه بریده شده آن در خودش. چنین اثراتی از نظر تئوری برای مدلی از لایه‌های گرافن و نیکل نیز، توصیف شده است. این مشاهدات که حتی در شرایط محیطی نیز قابل تکرار است، علاقه به فوق روانکاری را از موضوعی در درجه اول آکادمیک، فقط در شرایط بسیار ایده‌آل، به موضوعی با پیامدهای عملی برای دستگاه‌های میکرو و نانو مکانیکی تغییر می‌دهد.
حالت اصطکاک فوقانی نیز می‌تواند حاصل شود که نوک تیز روی یک سطح صاف بلغزد و بار وارد شده زیر آستانه خاصی باشد. این آستانه «فوق روان» به تعامل نوک سطح و سختی مواد در تماس بستگی دارد، همان‌طور که توسط مدل تاملینسون شرح داده شده‌است. با تحریک سیستم کشویی در فرکانس تشدید آن، می‌توان آستانه را به میزان قابل توجهی افزایش داد، که یک روش عملی برای محدود کردن ضریب اصطکاک در سیستم‌های نانو الکترومکانیکی را نشان می‌دهد.
فوق روانکاری بین نوک AFM طلایی و بستر تفلون به دلیل نیروهای دافعه وان در والس و لایه پیوند هیدروژن تشکیل شده توسط گلیسرول بر روی سطوح فولادی مشاهده شد. همچنین نشان داده شده‌است که تشکیل لایه پیوند هیدروژن منجر به فوق روانکاری بین سطوح شیشه ای کوارتز شده توسط روغن مایع بیولوژیکی حاصل از موسیل Brasenia schreberi روان می‌شود. مکانیسم‌های دیگر از فوق روانکاری و اصطکاک پایین، ممکن است شامل: (یک)اثر ترمودینامیکی دافعه به دلیل یک لایه از مولکولهای رایگان یا پیوند بین بدن به طوری که آنتروپی از لایه میانی کاهش می‌یابد در فاصله‌های کوچک به دلیل حبس قوی تر. (ب) دفع الکتریکی به دلیل ولتاژ الکتریکی خارجی؛ ج) دافعه به دلیل دو لایه الکتریکی؛ د) دافعه ناشی از نوسانات حرارتی.
شباهت اصطلاح فوق روانکاری با اصطلاحاتی مانند ابررسانایی و فوق روان بودن گمراه کننده است. سایر مکانیسم‌های اتلاف انرژی می‌توانند منجر به یک نیروی اصطکاک محدود (به‌طور معمول کوچک) شوند. فوق روانکاری بیشتر شبیه به پدیده‌هایی مانند است سوپرالاستیسیتی، که در آن موادی مانند نیتینول، اصطکاک بسیار پایین داشته باشد، اما غیر صفر، مدول الاستیک؛ فوق خنک‌کننده، که در آن مواد تا درجه حرارت پایین‌تر از حد طبیعی مایع می‌مانند. فوق العاده سیاه، که نور بسیار کمی را منعکس می‌کند. مقاومت مغناطیسی غول پیکر، که در آن اثرات مغناطیسی مقاومت بسیار بزرگ اما محدود در لایه‌های غیر مغناطیسی و فرو مغناطیسی متناوب مشاهده می‌شود. مواد فوق سخت، که الماس هستند یا تقریباً به سختی الماس هستند؛ و superlensing، که دارای رزولوشن فوق العاده بالا می باشد، اگرچه از حد پراش بهتر است، اما هنوز هم محدود است.

## فوق روانکاری در مقیاس کلان
در سال ۲۰۱۵، تیم " آرگون " به سرپرستی دکتر آنیرودا سامانت توانسته‌اند برای اولین بار فوق روان روغن را در مقیاس واقعی نشان دهند [۸]. تحقیقات تجربی دقیق توسط مطالعات محاسباتی پیچیده پشتیبانی می‌شود. دانشمندان آرگونT از ابر رایانه میرا، برای شبیه‌سازی حداکثر ۱٫۲ میلیون اتم برای محیط‌های خشک و تا ۱۰ میلیون اتم برای محیط‌های مرطوب استفاده کردند. [۸] محققان برای انجام محاسبات از کد LAMMPS (شبیه‌ساز مقیاس بزرگ اتمی / مولکولی به صورت موازی) استفاده کردند که  شبیه‌سازی دینامیک مولکولی واکنشی را طلب می‌کند. این تیم لمپس و برای اجرای آن از ReaxFF با اضافه کردن بهینه‌سازی شده یک کتابخانه خاص، جایگزین MPI ارتباط نقطه به نقطه با تعاونی MPI در الگوریتم کلید، و اعمال نفوذ MPI I / O. در کل، این پیشرفت‌ها به کد اجازه می‌داد دو برابر سریعتر عمل کند. "تیم تحقیقاتی دکتر سومنت قبلاً سه حق ثبت اختراع در زمینه فوق روانکاری در ایالات متحده به دست آورده‌است که به‌طور بالقوه می‌تواند برای کاربرد در محیط‌های خشک مانند دیسک‌های سخت رایانه، چرخ دنده‌های توربین بادی و مهر و موم‌های چرخشی مکانیکی برای ریز الکترومکانیک و نانو الکترومکانیک مورد استفاده قرار گیرد.

## کاربرد ها
فوق روانکاری، راه حل هایی برای چالش های روغن کاری با فناوری های مختلف نانو از جمله مهندسی پزشکی ، حمل و نقل آب ، AFM ، MEMS / NEMS ، انرژی باد و برنامه های هوافضا ارائه می دهد. (چاپ مجدد با مجوز از Wiley-VCH Verlag)
به عنوان مثال ، AFM رسانا یکی از موثرترین ابزارها برای توصیف خصوصیات الکتریکی مواد در مقیاس نانو است. با این حال ، یک چالش مهم مرتبط با این روش توصیف ، قابلیت اطمینان از ضریب اصطکاک پایین نکات AFM در طول آزمایش با جریان زیاد است که مربوط به سایش سریع توسط اصطکاک رابط های نمونه نوک است. بنابراین ، فوق روانکاری در رابط های نمونه نوک یک روش امیدوار کننده برای جلوگیری از ساییدگی نوک برای خصوصیات الکتریکی قابل اعتماد با نانومقیاس است.

## مطالب مشابه
- میکروسکوپ نیروی اصطکاک
- مدل تاملینسون
- Slipperiness
- Self-cleaning surfaces